# Franz Ferdinand (band)
Franz Ferdinand er et britisk rockband fra Glasgow, Skotland. Bandet udgav deres selvbetitlede debutalbum i 2004, som røg direkte på 3.pladsen på den britiske album chart. Bandet vandt også Mercury Music Prize for debuten. Bandet har udgivet flere singler fra første album, bl.a. "Take Me Out" og "The Dark Of The Matinée", og i oktober 2005 udgav bandet deres anden plade "You Could Have It So Much Better", der blandt andet indeholder hitsinglerne "Do You Want To" og "Walk Away". Franz Ferdinand er inspireret af 1980'ernes post-punk, garage rock og New Wave music, og deres oprindelige ønske var at lave musik, som piger kunne danse til.
Bandet består af forsanger og guitarist Alex Kapranos, guitarist Nick McCarthy, bassist Bob Hardy og trommeslager Paul Thomson og ekstra live-medlem og trommetekniker Andy Knowles.
Udover Franz Ferdinand, You Could Have It So Much Better, Tonight og deres nyeste album Right Thoughts, Right Words, Right Action har bandet udgivet adskillige singler, senest "Right Action" og "Love Illumination". De har også udgivet en dvd med liveoptagelser og den 30 min. lange dokumentar Tour de Franz, der følger Franz Ferdinand på tour.
Franz Ferdinand spillede i øvrigt på Roskildefestivalen i 2006, Skanderborg festival i 2008, Jelling Musikfestival i 2009 og Northside Festival 2014.

## Navn
Bandets navn var oprindeligt inspireret af en væddeløbshest, der hed ”The Archduke Ferdinand”. Efter at have set hesten i fjernsynet, begyndte bandet at diskutere ærkehertugen Franz Ferdinand, og mente at det ville være et godt bandnavn på grund af lyden af det, og på grund af konsekvenserne af hans død (attentatet af ham var en hovedfaktor bag udbruddet af 1. verdenskrig). 
De diskuterede det i et meget tidligt interview med det skotske blad, Is This Music?. "Mainly we just liked the way it sounded," udtalte Bob Hardy. "We liked the alliteration." "He was an incredible figure as well," fortalte Alex Kapranos. "His life, or at least the ending of it, was the catalyst for the complete transformation of the world ... he was a pivot for history. But I don't want to over-intellectualize the name thing. Basically a name should just sound good ... like music." Paul Thomson havde en ambitiøs mening med navnet: "I like the idea that, if we become popular, maybe the words Franz Ferdinand will make people think of the band instead of the historical figure."[kilde mangler]
Sangen "Take Me Out", på bandets første album, var dets anden single. Denne single kom med en anden sang, "All for You, Sophia", baseret attentat på Ærkehertug Ferdinand og sin kone, hvis navn var Sophie Chotek, ikke Sophia. Bandet valgte navnet Sophia, da de syntes det lød bedre.

## Diskografi
- Franz Ferdinand (2004)
- You Could Have It So Much Better (2005)
- Tonight: Franz Ferdinand (2009)
- Right Thoughts, Right Words, Right Action (2013)
- Always Ascending (2018)
- The Human Fear (2025)